# ジョン・ジョージ・チャンピオン
ジョン・ジョージ・チャンピオン（John George Champion、1815年5月5日 - 1854年11月30日）は、イギリスの軍人、植物学者である。
エディンバラの軍人の家に生まれた。父親の没後、サンドハースト王立陸軍士官学校に入校し、第95歩兵連隊に任官した。1838年にイオニア諸島に赴任し、その後セイロン島に赴任した。この間植物標本を集め、1838年に健康を害してイギリスに帰国した時大英博物館に収められた。
1841年に結婚し、再びセイロンに赴任し、その後香港に赴任した。1850年に多くの植物標本を伴って帰国し、これは後に植物学者のジョージ・ベンサムにゆだねられた。1854年、クリミア戦争のアルマの戦いに参加し、インケルマンの戦いで負傷し、死亡した。死亡の直前にバス勲章を受勲し、中尉に昇進した。
イワタバコ科の属名、Championiaやヒナノシャクジョウ科の種ヒナノシャクジョウ (Burmannia championii)などの学名に献名されている。